# Kisvendég
Kisvendég (szlovákul Malé Hoste) község Szlovákiában, a Trencséni kerületben, a Báni járásban.

## Fekvése
Bántól 11 km-re délnyugatra, a Livina patak partján fekszik.

## Története
Vendégit 1329-ben "Wendegy" alakban említik legkorábban. Kisvendégi 1390-ben "Kyswendegy" néven bukkan fel először. Kezdetben a Hont-Pázmány nembeli Bencsend bán birtoka. A 16. századtól a nagytapolcsányi váruradalom része. A 17. századtól a tavarnoki uradalomhoz tartozott. 1570-ben 4 jobbágy és egy zsellérportája volt. 1715-ben 12 adózója lakta. 1828-ban 48 házában 263 lakos élt, akik mezőgazdasággal, bognármesterséggel foglalkoztak.
Vályi András szerint "Kis, és Nagy Vendég. Két tót falu Nyitra Várm. földes Ura Gr. Traun Uraság, lakosai katolikusok, és másfélék; N. Vendég Kis Vendégnek filiája; határbéli földgyeik hasonlók Zlatnikéhoz."
Fényes Elek geográfiai szótárában így ír: "Kis- és Nagy-Vendég, (Hosztye Male, Velke), Nyitra m. két egymás mellett lévő tót falu, a trencséni országutban, Trencsén vmegye szélén, az első 258 kath., 8 zsidó lak., s kath. paroch. templommal; a második 272 kath., 8 zsidó lak. Erdejük derék, de földeik soványak; legelőjük jó. F. u. gr. Erdődy Józsefnő. Ut. p. Nagy-Tapolcsán." 
A trianoni békeszerződésig Nyitra vármegye Nyitrazsámbokréti járásához tartozott.

## Népessége
| Év:            | 1994. | 2004.   | 2014.   | 2024.   |
| -------------- | ----- | ------- | ------- | ------- |
| Emberek száma: | 434   | 449     | 416     | 403     |
| Eltérés:       |       | +3,45 % | -7,34 % | -3,12 % |

| Év:            | 2023. | 2024.   |
| -------------- | ----- | ------- |
| Emberek száma: | 402   | 403     |
| Eltérés:       |       | +0,24 % |

1910-ben 435, túlnyomórészt szlovák anyanyelvű lakosa volt.
2001-ben 446 lakosából 445 szlovák volt.
2011-ben 436 lakosából 428 szlovák volt.

## Nevezetességei
- Római katolikus temploma 1787-ben épült barokk stílusban.

## Külső hivatkozások
- Községinfó
- Kisvendég Szlovákia térképén
- E-obce.sk Archiválva 2010. december 23-i dátummal a Wayback Machine-ben